# St. Clair Prince
St. Clair 'Jimmy' Prince ist ein Politiker aus St. Vincent und die Grenadinen.
Er vertritt seit den Parlamentswahlen 2015 Senator den Wahlkreis Marriaqua im House of Assembly. Er ist Minister für Erziehung, nationale Aussöhnung und kirchliche Angelegenheiten. Er ist Mitglied der Unity Labour Party.